# Rikspolisstyrelsens spärrlista
Rikspolisstyrelsens spärrlista (även kallat barnporrfiltret) är en lista över internetsidor som påstås innehålla barnpornografi. Syftet med listan är att förebygga barnporrbrott. Listan uppdateras av den svenska Rikskriminalpolisens IT-brottssektion. Spärrlistan skickas regelbundet till internetoperatörer, vilka frivilligt kan använda sig av uppgifterna för att via operatörens DNS-server blockera åtkomst till de sidor som finns upptagna på spärrlistan.

## Finland
Även Finland använder sig av en lista över spärrade internetadresser, i enlighet med en lag från 2006 som syftar till att blockera utländska webbplatser med barnpornografiskt material.

## Kritik
Även sidor utan barnpornografiskt innehåll finns upptagna på Rikspolisstyrelsens spärrlista. Eftersom spärrlistan är sekretessbelagd finns ingen möjlighet för allmänheten att kontrollera vilka sidor Rikskriminalpolisen väljer att blockera. Enligt uppgift från Sveriges Radio blockeras 4600 sidor. Att blockera olämpliga sidor på internet har kritiserats av tekniker och debattörer på flera punkter:
- ändamålsglidning där spärrlistan utvidgas till andra områden — t.ex. utländska kasino- och dobblerisidor[9] — som inte hade med ursprungssyftet att göra.
- rättssäkerhet saknas, då ingen kontroll sker av vilka sidor som sätts upp på listan, sidans ägare underrättas inte om att så skett, och det finns ingen möjlighet att överklaga listningen.
- spärrlistan motverkar syftet att minska barnpornografin genom att sidorna inte stängs ned utan fortfarande finns tillgängliga om filtret kringgås.
- även en data-ovan person kan tämligen enkelt lära sig att kringgå blockeringen.

När Wikileaks år 2010 publicerade innehållet i filtret kom det fram att 98,2% av sidorna specificerade inte höll barnpornografi. Vidare togs de tre sidor som faktiskt innehöll sådant material ned av webbhotellen så fort de blev medvetna om detta. Två av sidorna hade vid det laget legat i registret i över två år.

## Teknik
Spärrlistan använder sig av omdirigering av DNS. Detta innebär att internetoperatören pekar om en adress som anses innehålla barnpornografiskt material till en sida på Rikspolisstyrelsens servrar. Istället för den blockerade adressen visas ett meddelande om att domänen spärrats på grund av misstanke om oegentligt innehåll.